# オフセット (コンピュータ)
計算機科学において、オフセットは配列または他のデータ構造オブジェクトの中の、所定の要素または位置までの、先頭からの距離を示す整数である。オブジェクト中のすべての要素が同じ大きさである場合だけ、距離の概念は有効である（典型的にはバイトまたはワードで示される）。
計算機工学と低レベルのプログラミング（例えばアセンブリ言語）において、通常オフセットは特定の絶対アドレスを示すために、ベースアドレスに加えられるアドレスの数を意味する。この用法では、オフセットは相対アドレスと言い換えることがある。
例えば、 abcdef を格納する文字の配列Aがある場合、文字 'c' を含む要素は、Aの先頭からの2のオフセットを持つと表すことができる。